# 常東昇
常東昇（1911年—1986年），字漫天，後改字曼天，回族，河北保定人，保定摔跤的代表人物。

## 生平
常東昇出身摔跤世家，九岁开始就跟着父亲常兰亭练习摔跤基本功。先祖世代都是虔誠的穆斯林，其父常鳳亭，受教於平敬一，以摔跤聞名鄉里，有「百勝將軍」的封號。生有四子，常東昇是最小的，長兄常東如為張鳳岩門下，同樣精通摔跤，常東昇早年在父兄啟蒙下，開始他武術的學習。十歲時拜入張鳳岩大師門下，秉持家學，再加上大師指導，兄弟四人很快就展露頭角，有「常門四虎」之稱，其中又以常東昇最為傑出。常東如因病早逝，死前將其弟常東昇托付其師，因為兩家比鄰而居，又是世交，張鳳岩對於常東昇悉心教導。常東昇追隨張鳳岩十三年，張鳳岩並將其女張少芝許配給他，成為他的妻子。
張鳳岩經常帶著弟子到外地比試，足跡遠及蒙古。常東昇十五、六歲起就跟著其師出門，數百場比試從未落敗，連蒙古跤手都深為佩服，稱其為跤王、常勝將軍。因為常東昇摔跤動作快速優美，搏得了「花蝴蝶」的稱號。他最得意的技法是得合、麻花掰、沾衣跌。
民國22年（1933年），經馬良推薦，在南京獲全國國術考試總冠軍，隨即擔任中央國術館摔跤教官(相傳當時中央國術館以每個月500大洋的價碼重金禮聘之，當時北京公立學校教師月薪大約5大洋)，歷任湖南省的技術隊和各地軍隊的摔跤教官，有「武狀元」、「摔跤大王」的封號。27年，代表陸軍再獲全國運動大會摔跤中乙級冠軍。
後隨國民政府撤退來台灣，專任中央警官學校（中央警察大學前身）教官，並兼任師大、政戰、建中之摔跤教官，著名的神探李昌鈺也是在此學過摔跤。民國64年（1975年），曾應摩洛哥國王海珊的邀請，至摩洛哥表演中國武術。連續擊倒國王衛隊成員，摩洛哥國王大為讚賞，以寶刀一柄相贈。後籌設中華民國摔角協會，並赴美創設世界摔跤協會。

## 著作及弟子
著有《摔跤術》一書。
弟子有湛金濤、姚長明、楊忠孝、朱玉龍、蘇成、郭慎、翁啟修、林奉文、張光明等人。
民國44年，常東昇應建中校長賀翊新邀請，於建中成立摔角社，由徐龍擔任第一屆社長。而建中摔角隊成員畢業後，於各大專院校開枝散葉成立摔角社，如台大的徐龍，政大的蘇成、張潤生、王兆飛，中興大學的沈春暉、裴浩，文化大學的葛學讓，北體的林起愷，淡大的郭憲衡，世新大學的吳正民。
林起愷和葛學讓大學畢業後在美國成立美國實戰摔跤協會（American Combat Shuai Chiao Association）。師大翁啟修後於美國成立全美摔角協會，張光明則於高雄工專（今高應科大）和中山大學成立摔角社。文化大學摔角隊林奉文於屏東師專和陸軍官校成立摔角社。
其孫常達偉得其真傳，精通摔跤，在台灣致力於推動摔跤的傳承與教學。

## 外部連結
- 常東昇故事 （页面存档备份，存于）